# Maria-mirim
Falso-tódi-de-zimmer ou maria-mirim (nome científico: Hemitriccus minimus) é uma espécie de ave da família dos tiranídeos. Pode ser encontrada nos seguintes países: Bolívia, Brasil, Equador e Peru. Os seus habitats naturais são: matagal árido tropical ou subtropical.